# Szűcs M. Sándor
Szűcs M. Sándor (Nagyvarsány, 1951. szeptember 26. – Debrecen, 2002. január 30.) magyar református lelkipásztor, az MDF országgyűlési képviselője.

## Pályafutása
1951. szeptember 26-án született Nagyvarsányban Szűcs M. Sándor (1922–1998) és Szűcs Magdolna (1932–1987) gyermekeként. Általános iskolai tanulmányait szülőfalujában végezte. A Debreceni Református Kollégium Gimnáziumában 1970-ben érettségizett, majd, katonai szolgálat után a Debreceni Teológiai Akadémián 1971 januárjában kezdte meg tanulmányait. 1973 októberében, majdnem az egész évfolyamot exmisszióba rendelték. Tivadarba, és egyúttal Tarpára, Telkes György esperes mellé került. 1974. szeptember 1-jétől a nagyecsedi gyülekezetbe rendelték, itt szolgált exmisszusi, segédlelkészi, beosztott-lelkészi minőségben.
1976-ban papi vizsgát tett. 1978 novemberében választották meg a Nyírlövő–Lövőpetri társegyházközségek. Szolgálati idejük alatt renoválták a templomokat, Lövőn a parókiát, Petriben parókiát épített a gyülekezet. Már a hetvenes években szerveztek nyári gyermek- és ifjúsági heteket, táborokat. Az utolsó ifjúsági napot Tiszafüreden tartották, ahol részt vettek lövői és Petriből való fiatalok, gyülekezeti tagok is.
Lelkészi szolgálatának koronája a füredi gyülekezet, ahová 1996-ban választották meg. Különösen is szívügye volt a helyi óvodai, iskolai tanítás, amit csakis élő hittel, s minden nehézséget vállaló, hordozó energiával, szüntelen imádkozással végzett, a kishitűséget megszégyenítő áldásokkal. Egyházi keretek között „itt a jövő értelmisége” – szokta volt mondani.

## Közéleti tevékenysége
Szűcs M. Sándor közéleti ember is volt. Már azokban az időkben is, amikor a közéletből kirekesztették a lelkipásztorokat. Még nagyecsedi segédlelkész korában egy békegyűlésen a szokásos tájékoztatás után spontán hozzászólóként nagy meglepetésre Ecsed és a térség helyzetét vázolta, annak helyzete javítására. Az elszigeteltségből 1989-ben léphetett ki a társadalom porondjára, amikor elsőként az országban földet osztott. Az Antall-kormány idején országgyűlési képviselő volt. Faluban, illetve városban élt, de régióban gondolkodott. Része volt a Dombrád és Cigánd közötti Tisza-híd megépülésében. Kemény harcot vívott az épülő M3-as autópálya beregi leágazásáért. A parlamentben is lelkipásztor maradt, elősegítve a parlamenti imaközösség megalakítását – ami az ő mandátumának elvesztésével szintén megszűnt.

## Családja
1975. november 25-én kötött házasságot Fejes Klára végzős teológussal. Négy gyermekük született: Sándor (1976), Klára (1978), Ibolya Magdolna (1981) és Eszter (1987). Öccse, Zoltán (1956) Debrecenben él.

## Halála
2002. január 30-án a 4-es főút Debrecen-Apafa közötti szakaszán közúti balesetet szenvedett, és a helyszínen életét vesztette. Február 9-én temették el szülőfalujában, Nagyvarsányban. Bölcskei Gusztáv, a Tiszántúli Református Egyházkerület püspöke, valamint Horváth Géza és Koroknai András lelkipásztorok búcsúztatták.
Síremléke a köztemetőben van.